# عبد اللطيف عاطيف
عبد اللطيف عاطيف هو فنان وممثل مغربي أمازيغي ويعتبر من الوجوه البارزة جداً في السينما الأمازيغية.

## سيرته

### النشأة
ينتمي الفنان عبد اللطيف عاطيف للجيل الأول من الممثلين الأمازيغيين الذين شكلوا خارطة الفن الأمازيغي بالمغرب، سواء على الركح أو أمام الكاميرا. صعد إلى الخشبة لأول مرة سنة 1978 في عمل مسرحي بعنوان "خليونا نمتلوا"، متبوعا بمسرحية "بحال التمثيل" 1978 لجمعية الشعلة الثقافية، وفي سنة 1985 التحق بجمعية "تيفاوين" التي انضم إلى مجموعتها المسرحية قبل انخراطها في الأعمال السينمائية، فشارك في كل أعمالها، كمسرحية ”يات أور ترواس يات” و"الجورا" وأمعڭاز" في نفس السنة، و"ثمن الاستقلال" و"ملحمة الخلود" سنة 1986 و"عودة عمر الخيام" سنة 2002، إلى آخر مسرحياته "لا إباون لا إفراون" 2013.

### الحياة الفنية
- أول فيلم أمازيغي: «تمغارت وورغ» لـ «الحسين بيزكارن» 1991.

- أول مسرحية أمازيغية مسجلة: «200 مليون»  لـ «أحمد بادوج» 1986

- أول فيلم أمازيغي (35مم): «تمازيرت أوفلا»  لـ    «محمد مرنيش» 2009.
- أول فيلم أمازيغي تاريخي: «'طارق أخي» لـ«عبد الله العبدلاوي» 2007.

- أول فيلم أمازيغي تاريخي ديني: «للا تاوعلات» لـ «مسعود بوكرن» 2013.

## أعماله

### الأفلام
1. تامغارت وورغ -- الحسين بوزڭارن 1994
2. تازيت ن وانغا -- أحمد بادوج 1994
3. تاڭوضي --أحمد بادوج 1995
4. تييتي واضان --أحمد بادوج 1997
5. أجميل الغرض --أحمد بادوج 1998
6. ران كولو دونيت --فاطمة بوبڭدي 1999
7. حمو أونامير --فاطمة بوبڭدي 2002
8. عيشة الدويبة فاطمة --بوبڭدي 2003
9. تايري إسيويدن --لحسين بوزڭارن 2003
10. توف تانيرت --عبد الله داري 2003
11. كرايڭات يان دلهمنس --عبد العزيز أوسايح 2004
12. الكنز أوريتكمالن1 --عبد العزيز أوسايح 2004
13. الكنز أوريتكمالن2 --عبد العزيز أوسايح 2004
14. واش --إبراهيم الشكيري 2005
15. أوسيناغ واما --نعبد العزيز أوسايح 2006
16. أوريفوغ أوميا --عبد العزيز أوسايح 2006
17. أرواس ألهمعبد العزيز أوسايح 2006
18. حوتي حوتا --عبد العزيز أوسايح 2006
19. إڭودار --عبد الله اليزني 2006
20. سيدي محمد أوعلي--إبراهيم الشكيري 2007
21. لحيلت توف العار --عبد العزيز أوسايح 2006
22. أناروز --عبد الله العبداوي 2007
23. تالوحت الوالدين --عبد العزيز أوسايح 2007
24. إليس الوزير --عبد العزيز أوسايح 2007
25. طارق أخي --عبد الله العبداوي 2007
26. تامازيرت أوفلا (35مم) --محمد مرنيش 2007
27. أفوكو سوحوكو --عبد العزيز أوسايح 2007
28. لعفيت أومدوز --عبد العزيز أوسايح 2008
29. سوينڭم --عبد الله فركوس 2008
30. تينيڭيت --عبد العزيز أوسايح 2008
31. تيروكزا إتمغارت --عبد العزيز أوسايح 2008
32. تاوريرت الهنا --رشيد بوالمزغي 2008
33. تازيت --إبراهيم الشكيري 2009
34. حماد القران --عبد العزيز أوسايح 2009
35. أورترا أفلا --عبد العزيز أوسايح 2009
36. أكادير بومباي --مريم بكير 2009
37. برك أياخلو --عبد العزيز أوسايح 2009
38. أيتماتن --عبد العزيز أوسايح 2010
39. زرايفا --عبد العزيز أوسايح 2010
40. أغرابو --أحمد بايدو 2011
41. تاوسنا --عبد العزيز أوسايح 2012
42. أمان مارور --عبد العزيز أوسايح 2012
43. للا تاوعلات --مسعود بوكرن 2013
44. ألمود أوسدر --مصطفى أشاور 2014
45. شمهاروش --أحمد بايدو 2014
46. إويس نودرار --مصطفى اشاور 2014
47. أسيڭل --عبد العزيز أوسايح 2015

### المسلسلات
1. أمودفاطمة -- بوبڭدي 2005
2. تڭمي مقورن -- عبد العزيز اوالسايح  2011
3. إكاتين يان اوزمز -- أحمد أبو روا 2014
4. تامنت إرزاڭن -- سعيد السليماني 2015

### المسرحيات
1. خليونا نمتلوا 1978
2. بحال تمثيل 1978
3. بيهي د لمياء 1984
4. الجورا 1985
5. يات أورترواس يات 1985
6. أمعڭاز 1985
7. ثمن الاستقلال 1986
8. ملحمة الخلود 1986
9. مليون 1986
10. المزلوط 1987
11. أرڭان 1988
12. تاڭودي 1994
13. عودة عمر الخيام 2002
14. لا إباون لا إفراونعبد العزيز اوسايح  2013

## مشاركاته وجوائزه

### المهرجانات
شارك في أكثر من ثلاثين عملاً في المجال السينمائي والتلفزيوني، ما بين أفلام الفيديو التي انطلقت مع بداية التسعينيات، والمسلسلات التلفزيونية والأفلام السينمائية، كفيلم ”تازيت ن وانغا” لأحمد بادوج سنة 1994، وفيلمي “حمو أنامير ” و ”الدويبة” لفاطمة بوبڭدي سنتي 2002 و2003، وفيلم “زرايفا” لعبد العزيز أسايح 2010، وفيلم “أغرابو” لأحمد بايدو سنة 2011.  وكمسلسل «أمود» لـ «فاطمة بوبڭدي» 2005، و«تامنت إرزاڭن» لسعيد السليماني سنة 2015.

### الجوائز
المشاركات الكثيرة التي طبعت مسار عبد اللطيف عاطف جعلته يحظى بشرف التكريم بالعديد من المحافل الفنية والثقافية، ويتوج بها على الأدوار التي قام بها، وتتويجاته هي:
1. جائزة أحسن دور رجالي في فيلم «حمو نامير» لـ «فاطمة بوبڭدي» بمهرجان الفيلم الأمازيغي بورزازات سنة 2006 .
2. جائزة أحسن دور رجالي في فيلم «سيدي محمد أوعلي» لـ «إبراهيم الشكيري» بالمهرجان الدولي للفيلم الأمازيغي بأكادير سنة 2007.
3. جائزة أحسن دور رجالي في فيلم «تيروكزا إتمغارت» لـ «عبد العزيز أوسايح» بمهرجان الفيلم الأمازيغي بورزازات سنة 2009 .
4. جائـزة أحسن دور رجالي في فيلم «تامازيرت أوفلا» لـ «محمد مرنيش» بالمهرجان الدولي للفيلم الأمازيغي بأكادير سنة 2009.